# Niklas Nordgren (ishockeyspelare född 2000)
Niklas Nordgren, född 4 maj 2000 i Helsingfors, Finland, är en finländsk professionell ishockeyspelare (högerforward) som spelar för Pelicans i finska Liiga.